# Эндемический зоб
Эндеми́ческий зоб — увеличение щитовидной железы, связанное с дефицитом йода в среде обитания.
Нормальный рост и развитие человека зависит от правильного функционирования эндокринной системы, в частности от деятельности щитовидной железы. Хронический дефицит йода приводит к разрастанию ткани железы и изменению её функциональных возможностей.

## Этиология и патогенез
Основная причина развития эндемического зоба — недостаточное поступление йода в организм. Механизм, посредством которого щитовидная железа адаптируется к йододефициту, состоит в повышении захвата йода из крови и последующему синтезу и секреции трийодтиронина (Т3). Эти процессы поддерживаются повышенной секрецией тиреотропина (ТТГ), который обладает зобогенным эффектом, особенно среди детей. Зобогенный эффект является сопутствующим нежелательным проявлением процесса адаптации к йодной недостаточности в период роста.
Йод - это макроэлемент, необходимый для биосинтеза тиреоидных гормонов — тироксина (Т4) и трийодтиронина (Т3). Йод поступает в организм человека с пищей, водой, воздухом. 90% суточной потребности в йоде обеспечивается за счёт продуктов питания, 4-5% — воды, около 4-5% — поступает с воздухом.

## Предрасполагающие факторы
Эндемический зоб может быть отнесён к мультифакторной патологии — помимо дефицита йода, выраженного в бо́льшей или меньшей степени, определённая роль принадлежит генетическим факторам.
- наследственность, отягощённая по зобу
- генетические дефекты биосинтеза тиреоидных гормонов
- загрязнённость воды урохромом, нитратами, высокое содержание в ней кальция, гуминовых веществ, что затрудняет всасывание йода
- дефицит в окружающей среде и продуктах питания микроэлементов цинка, марганца, селена, молибдена, кобальта, меди и избыток кальция. Дефицит меди снижает активность йодиназы, участвующей в присоединении йода к тирозильному радикалу, а также снижает активность цитохромоксидазы, церулоплазмина. Дефицит кобальта снижает активность йодпероксидазы щитовидной железы. Дефицит селена вызывает нарушения при преобразовании гормона щитовидной железы тироксина (Т4) в его более активный аналог, трийодтиронин[4]. При дефиците селена не усваивается йод, что приводит к йододефициту[5]. Дисбаланс микроэлементов способствует нарушению биосинтеза тиреоидных гормонов.
- применение лекарственных препаратов, блокирующих транспорт йодида в клетки щитовидной железы (перйодат, перхлорат калия)
- применение препаратов, нарушающих органификацию йода в щитовидной железе (производные тиомочевины, тиоурацила, некоторые сульфаниламиды, пара-аминобензойная кислота, аминосалициловая кислота)
- наличие струмогенных факторов в продуктах. Естественные струмогены можно разделить на две группы. Одна группа — это тиоцианаты и изоционаты, содержащиеся преимущественно в растениях семейства Crucifera (капуста белокочанная, цветная, брокколи, брюссельская, турнепс, репа, хрен, салат, рапс). Тиоцианаты и изоционаты блокируют захват йодидов щитовидной железой и ускоряют высвобождение его из железы. Другая группа струмогенов — это цианогенные гликозиды, содержащиеся в маниоке, кукурузе, сладком картофеле, лимской фасоли
- воздействие инфекционно-воспалительных процессов, особенно хронических, глистных инвазий, неудовлетворительных санитарно-гигиенических и социальных условий. В этих ситуациях резко снижаются компенсаторные возможности щитовидной железы поддерживать оптимальный уровень тиреоидных гормонов в крови.

## Патогенез
1. Компенсаторная гиперплазия щитовидной железы как ответная реакция на низкое поступление йода в организм и, следовательно, низкую интратиреоидную концентрацию йода, недостаточную для нормальной секреции тиреоидных гормонов. Нередко увеличение щитовидной железы в объёме не обеспечивает оптимальный уровень тиреоидных гормонов и развивается гипотиреоз. В ответ на снижение уровня тиреоидных гормонов в крови наблюдается повышение секреции тиреотропина, что приводит вначале к диффузной гиперплазии железы, а затем и к развитию узловых форм зоба. Увеличением массы ткани щитовидная железа пытается увеличить синтез гормонов в условиях недостаточного поступления йода в организм. Однако концентрация йода в щитовидной железе снижена (в норме в щитовидной железе содержится 500 мкг йода в 1 г ткани).
Отражением адаптационных механизмов, развивающихся в условиях зобной эндемии, является также повышение образования Т3 из Т4.
При длительной йодной недостаточности развивается не только гиперплазия и гипертрофия тиреоцитов, но также их очаговая дистрофия, некробиоз, склероз. В крови больных появляются гормонально неактивные соединения (тиреоальбумин и др.), что способствует снижению синтеза тироксина, повышению уровня тиреотропина и дальнейшему росту щитовидной железы и образованию в ней узлов.
2. Большое значение в развитии зоба имеет также недостаточный синтез тиреоглобулина в эндемичной местности, что приводит к недостаточному образованию тироксина.
3. Аутоиммунные факторы, по современным представлениям, играют большую роль в развитии эндемического зоба.
У больных с эндемическим зобом имеются нарушения клеточного и гуморального иммунитета. Ферментные дефекты синтеза гормонов сопровождаются выделением в кровь аномальных йодированных белков, что способствует развитию аутоиммунных процессов, аутоиммунной агрессии и дегенеративным процессам в щитовидной железе. В ответ на повреждающее действие аутоиммунных процессов развивается гиперплазия щитовидной железы, поддерживающая состояние эутиреоза. Однако длительно существующий аутоиммунный процесс в щитовидной железе приводит к постепенному снижению функциональной активности железы — гипотиреозу.
Установлено, что уже в начальных стадиях эндемического зоба имеется скрытый или субклинический («химический») гипотиреоз, способствующий дальнейшему росту зоба и формированию узловых форм.

## Классификация
1. Степень увеличения щитовидной железы.
| Степень | Описание                                                                               |
| ------- | -------------------------------------------------------------------------------------- |
| 0       | Зоба нет                                                                               |
| 1       | Размеры долей больше дистальной фаланги большого пальца. Зоб пальпируется, но не виден |
| 2       | Зоб пальпируется и виден на глаз.                                                      |

- Согласно рекомендациям ВОЗ «щитовидная железа считается увеличенной, если размеры каждой из долей при пальпации больше дистальной фаланги большого пальца обследуемого пациента».

2. Форма эндемического зоба (морфологическая).
1. 2.1.Диффузный.
2. 2.2.Узловой.
3. 2.3.Смешанный (диффузно-узловой).

3. Функциональное состояние щитовидной железы.
1. 3.1.Эутиреоидный зоб.
2. 3.2.Гипотиреоидный зоб.

4. Локализация зоба:
1. 4.1.Обычно расположенный.
2. 4.2.Частично загрудинный.
3. 4.3.Кольцевой.
4. 4.4.Дистопироваший зоб из эмбриональных закладок (зоб корня языка, добавочной доли щитовидной железы).

## Лабораторные и инструментальные данные
1. Клинический анализ крови и мочи без существенных изменений.
 2. Поглощение 131I щитовидной железой увеличено через 24 ч (более 50%), это является следствием дефицита йода в щитовидной железе.
 3. Экскреция йода с мочой: показатели снижены, как правило, менее 50 мкг/сут.
В норме медиана (среднегеометрическое значение) содержания йода в моче у взрослых и школьников превышает 100 мкг/л. Этот показатель целесообразно применять для оценки йодного дефицита в популяции, а не у отдельного обследуемого пациента, так как показатели его очень изменчивы, варьируются изо дня в день, подвержены влиянию многих факторов: в частности, высококалорийная диета увеличивает экскрецию йода с мочой, низкокалорийная — снижает.
 4. Определение содержания в крови Т3, Т4, тиреотропина. У клинически эутиреодных больных содержание в крови Т3 и Т4 в пределах нормы либо может отмечаться некоторое возрастание Т3 при тенденции к снижению уровня Т4 при нормальном уровне тиреотропина. Это компенсаторная реакция щитовидной железы — для поддержания эутиреоидного состояния увеличивается конверсия менее активного тироксина в более активный трийодтиронин. У субгипотиреоидных больных содержание в крови Т4 снижается или находится на нижней границе нормы, а уровень Т3 — на верхней границе нормы, содержание тиреотропина — или повышено или близко к верхней границе нормы. При развитии гипотиреоза содержание в крови Т3, Т4 снижено, повышен уровень тиреотропина.
 5. Определение содержания в крови тиреоглобулина. Концентрация тиреоглобулина в крови во всех возрастных группах изменяется обратно пропорционально поступлению йода, особенно у новорожденных. Чем меньше йода поступает в организм, то есть чем больше йодный дефицит, тем выше содержание в крови тиреоглобулина.
 6. Ультразвуковое исследование (УЗИ) щитовидной железы. При диффузной форме выявляется диффузное увеличение щитовидной железы различной степени, возможно обнаружение участков фиброза. Тиреоидная ткань чаще неоднородна, нередко эхогенность её снижена. Узловые формы эндемического зоба имеют следующие особенности:
- в большинстве случаев узлы множественные, значительно реже — единичные;
- узлы визуализируются как образования округлой, овальной или неправильной формы;
- o контуры узлов могут быть как чёткими, с хорошо определяемой капсулой в виде тонкого ободка повышенной эхогенности, так и нечёткими;
- эхогенность узлов чаще средней интенсивности, однако бывает как повышенной так и пониженной;
- часто в узлах определяются эхонегативные зоны (скопление коллоида или геморрагии в узел);
- возможно обнаружение в узлах гиперэхогенных включений с акустической тенью — кальцификатов;
- многоузловой зоб может сочетаться с аденомами (частота аденом в многоузловых зобах около 24%) и карциномами (по литературным данным от 1-6 до 17%). Аденомы имеют овальную или округлую форму, контуры чёткие, эхогенность понижена, средняя или повышена. Аденомы средней и повышенной эхогенности имеют гипоэхогенный ободок («halo sign»). В аденоме могут определяться очаги с жидкостью и кальцификаты.

Злокачественные узлы имеют следующие характеристики:
- нечёткие контуры;
- со́лидная структура;
- повышенная эхогенность;
- наличие микрокальцификатов (в 37-40% тиреоидных карцином);
- увеличение регионарных лимфатических узлов.

Верхние границы нормы объёма щитовидной железы у взрослых:
- мужчины — 25 мл (см3);
- женщины — 18 мл (см3).

Зоб диагностируется, если объём железы превышает указанные в таблице величины
- Верхние границы объёма щитовидной железы в норме у детей в возрасте 6-15 лет (см3)

| Возраст | Мальчики | Девочки |
| ------- | -------- | ------- |
| 6       | 5,4      | 4,9     |
| 7       | 5,7      | 6,3     |
| 8       | 6,1      | 6,7     |
| 9       | 6,8      | 8,0     |
| 10      | 7,8      | 9,3     |
| 11      | 9,0      | 9,8     |
| 12      | 10,4     | 11,7    |
| 13      | 12,0     | 13,8    |
| 14      | 13,9     | 14,9    |
| 15      | 16,0     | 15,6    |

 7. Радиоизотопное сканирование щитовидной железы выявляет равномерное распределение изотопа и диффузное увеличение размеров железы различных степеней (при диффузной форме) или наличие «холодных» или «тёплых» узлов при узловой форме. При развитии гипотиреоза накопление изотопа железой резко снижено.
 8. Тонкоигольная аспирационная пункционная биопсия щитовидной железы под контролем УЗИ выявляет следующие характерные изменения в пунктате:
- при коллоидном зобе — большое количество гомогенных масс коллоида, клеток тиреоидного эпителия мало;
- при паренхиматозном зобе — отсутствие коллоида, много клеток тиреоидного эпителия (кубического, уплощённого), значительная примесь крови из-за обильной васкуляризации железы;
- при узловом зобе (он чаще всего коллоидный) — наличие коллоида, возможен геморрагический характер пунктата с примесью свежих или изменённых эритроцитов, макрофагов, дистрофические изменения тиреоцитов, лимфоидных элементов.

## Осложнения
Осложнения развиваются в основном при значительном увеличении щитовидной железы в объёме:
- сдавление пищевода, трахеи, прилежащих нервов и сосудов;
- «зобное сердце» — сдавление сосудов, отходящих от сердца, может привести к  усилению функции сердца и дилатации (расширению) его правых отделов;
- кровоизлияние в толщу щитовидной железы;
- струмит — воспаление увеличенной щитовидной железы, клинически сходно с подострым тиреоидитом.

## Лечение
Тактика лечения эндемического зоба во многом зависит от степени увеличения щитовидной железы и состояния функции железы. При небольшом увеличении размеров железы (зоб первой степени) обычно ограничиваются назначением йодида калия, обязательно прерывистым курсом, продуктов богатых йодом.
При наличии снижения функции щитовидной железы назначаются синтетические аналоги тироидных гормонов (Левотироксин, Эутирокс) или комбинированных препаратов (Тиреотом), под контролем содержания гормонов щитовидной железы в крови. Если форма зоба узловая, узлы большие или быстрорастущие, приводящие к сдавлению окружающих органов, проводится хирургическое лечение зоба. После операции назначаются гормоны щитовидной железы — для блокирования по механизму обратной связи тиреотропина и предупреждения рецидива зоба.

## Профилактика
Различают массовую и индивидуальную профилактику эндемического зоба.
- Массовая профилактика зоба заключается в добавлении к поваренной соли йодата калия (KIO3) — йодирование. На одну тонну поваренной соли добавляют 20-40 г йодата калия. Такая поваренная соль не должна храниться больше срока указанного на упаковке, так как соли йода разрушаются, это же происходит и при хранении соли во влажной атмосфере. При добавлении йодида калия (KI) соль имеет свойства «салатной» — солить пищу необходимо после приготовления (при нагревании йод из йодида калия улетучивается) и хранится в тёмном пакете.
- Индивидуальная профилактика назначается пациентам, которые перенесли операцию на щитовидной железе, временно проживающим в эндемичном по зобу регионе, работающим со струмогенными веществами. Одновременно рекомендуется употребление пищи, богатой йодом: морская капуста, морская рыба и морепродукты, грецкие орехи, хурма.